# Подводные лодки типа RO-33
Подводные лодки типа RO-33 (яп. 呂三十三型潜水艦), также известные как тип «K5» — серия японских дизель-электрических подводных лодок 1930-х годов. Были созданы на основе подводных лодок типа RO-60, отличаясь более мощными двигателями и лучшими ходовыми характеристиками и предназначались в качестве прототипа для будущей массовой серии лодок военного времени. В 1934—1937 годах было построено две лодки этого типа, которые оставались в строю на начало Второй мировой войны и обе погибли в боях в 1942—1943 годах.

## Представители
| Заводской номер | Судоверфь         | Дата закладки | Спуск на воду   | Ввод в строй   | Судьба                                                                             |
| --------------- | ----------------- | ------------- | --------------- | -------------- | ---------------------------------------------------------------------------------- |
| RO-33           | верфь флота, Куре | август 1933   | 10 октября 1934 | 7 октября 1935 | потоплена эсминцем «Арунта» у берегов Новой Гвинеи, 29 августа 1942                |
| RO-34           | Мицубиси, Кобе    |               | 12 декабря 1935 | 31 мая 1937    | потоплена эсминцами «О’Беннон» и «Стронг» близ Соломоновых островов, 5 апреля 1943 |